# Paroediceros lynceus
Paroediceros lynceus is een vlokreeftensoort uit de familie van de Oedicerotidae. De wetenschappelijke naam van de soort is voor het eerst geldig gepubliceerd in 1858 door Sars.